# Eddie's Head
Eddie's Head er et bokssæt af Iron Maiden, der blev udgivet 1. december 1998. 
Alle Iron Maidens CD'er fra første album til a Real Live Dead one, blev re-mastered og genudgivet i 1998.
I boxsettet finder man alle disse genudgivelser, og en limited CD.

## CD'er
- Iron Maiden (1980)
- Killers (1981)
- Piece of Mind (1983)
- Powerslave (1984)
- Somewhere in Time (1986)
- Seventh Son of a Seventh Son' (1988)
- No Prayer for the Dying (1990)
- Fear of the Dark (1992)
- Live At Donnington (1993)
- A Real Live/Dead One (1993)
- In Profile
"In profile" er en CD-fortælling om bandets historie fra start til da boksen blev udgivet.

På de nye re-masterede versioner af CD'erne, finder man en masse information, hvis man sætter den i sin PC eller Mac. Der finder man blandt andet musikvideoer, billeder osv.

## Udformning
Selve boksen er udformet som bandets maskot, Eddie the Head. I øjnene er der to lysdioder, der blinker. Der fulgte desuden maling med, så det var muligt at male tænderne, pandelåsen og det blod, der nu skulle være.
Der fulgte et brevpapir med til alle, der blev solgt. Der stod på hvilke albums, der var i, og hvilket limited nummer det havde.
Eddie's Head er meget svært at få fat i den dag i dag, og er meget eftertragtede af samlere.[kilde mangler] På auktioner er de set gå for helt op til 4500kr.[kilde mangler]